# Bråten, Karlskoga
Bråten är ett bostadsområde i norra Karlskoga som gränsar till Sandviken och Bäck. I Bråten finns grundskolan Bråtenskolan som byggdes 1978 och cirka 290 elever går på skolan från förskola till årskurs sex. Förskolan Vitsippan ligger även i Bråten.
Gården Bråten finns upptagen i något slags register någon gång mellan 1580 och 1600.

## Idrott
Från Bråten kommer fotbollslaget Bråtens IK som spelar på Bråtenvallen som ligger bredvid Bråtenskolan.

## Kollektivtrafik
Busshållplatsen Norra Bråten trafikeras av Länstrafiken Örebros linjer 51 och 403.